# Piper merrillii
Piper merrillii är en pepparväxtart som beskrevs av C. Dc.. Piper merrillii ingår i släktet Piper och familjen pepparväxter. Inga underarter finns listade i Catalogue of Life.